# Cemal Reşit Rey
Cemal Reşit Rey (* 25. Oktober 1904 in Jerusalem; † 7. Oktober 1985 in Istanbul) war ein türkischer Komponist.
Nach einem Klavierstudium bei Marguérite Long besuchte Rey von 1914 bis 1919 das Konservatorium in Genf und studierte bis 1923 bei Raoul Laparra in Paris Komposition. Seit 1932 war er Professor für Klavier und Komposition am Konservatorium von Istanbul. Seit 1946 war er Dirigent des Sinfonieorchesters und der Sinfonischen Gesellschaft, und ab 1949 wirkte er als Leiter der Musikabteilung von Radio Istanbul. Er gehörte zu den Türkischen Fünf, der Gruppe der ersten professionellen Komponisten der Türkei.
Rey komponierte mehrere Opern und Operetten und eine Revue, zwei Sinfonien, zwei sinfonische Dichtungen, drei sinfonische Scherzi, drei Klavier-, zwei Violinkonzerte und ein Cellokonzert, Klavierstücke und Chorlieder.

## Werke
Opern
- La Geisha
- Yann Marek (1920)
- Faire sans dire (1920)
- Sultan Cem (1922–23)
- L’Enchantement (1924)
- Zeybek (1926)
- Köyde Bir Facia (1929)
- Çelebi (1942–73)

Operetten
- Le Petit Chaperon Rouge (1920)
- Uç Saat (Three Hours, 1932)
- Lüküs Hayat (The Luxurious Life, 1933)
- Deli Dolu (Alive and Kicking, 1934)
- Saz Caz (1935)
- Maskara (1936)
- Hava-Civa (1937)
- Yaygara 70 (1969–70)
- Uy! Balon Dünya (1971)
- Bir Istanbul Masali (1972)

Musikalische Reviews
- Adalar Revüsü (1934)
- Alabanda (1941)
- Aldirma (1942)

Theater-, Film- und Radiomusik
- Özyurt (Prologue for soloist, chorus and orchestra)
- For Shakespeare’s Macbeth
- For Shakespeare’s Hamlet
- For Shakespeare’s King Lear
- Lafonten Baba (Children’s play with music and dance)
- Batakli Damin Kizi Aysel (Film)
- Benli Hürmüz (Radio)

Orchesterwerke
- La Legende du Bebek (Symphonic Poem)
- Three Pieces for Orchestra
- Scenes Turques
- Karagöz
- Paysages de Soleil
- Instantanes (Impressions for orchestra)
- Initiation (Symphonic Poem)
- Symphony No. 1
- L’Appel (Symphonic Poem)
- Fatih (Le Conquerant) - Symphonic Poem
- Scherzi symphoniques
- Symphonic Concerto
- Symphony No. 2
- Türkiye (Symphonic Poem)
- Ellinci Yila Giris (Symphonic Prelude commemorating 50 Years of the Turkish Republic)

Konzerte und konzertante Arbeiten
- Introduction and Dance for cello and Orchestra
- Chromatic Concerto for piano and orchestra
- Poème for Ondes Martenot (or flute) and strings
- Violin Concerto
- Concertante Pieces
- Variations on an Old Istanbul Folk Song (Katibim) for piano and orchestra
- Andante and Allegro for violin solo and string orchestra
- Guitar Concerto
- Concerto for Piano and Orchestra

Orchesterwerke mit Gesang
- Chants d’Anatolie (Four Songs, 1926)
- Two Songs (1930)
- Two Anatolian Folk Songs (1930)
- Mystique (1938)
- Vocalises-Fantaisie (1975)
- Three Anatolian Folk Songs (1977)
- Arrangements of Schubert, Brahms, Scarlatti, Paisiello for voice and strings

Chorwerke
- Çayir Ince (four-voice a cappella)
- Anatolian Folk Songs (1926)
- Ten Folk Songs (Four-voice chorus and piano, 1963)
- Two Songs (A cappella women’s chorus, 1936)

Werke für Klavier und Gesang
- Je me demande (1919)
- Three Melodies (1920)
- Initiales sur un banc (1921)
- Chanson du printemps (1922)
- Au Jardin (1923)
- L’Offrande Lyrique (Eight melodies, 1923)
- Nocturne (1925)
- Twelve Anatolian Folk Songs (1926)
- Folk Songs (1928)
- Twelve Melodies (1929)
- Vatan (1930)
- Four Melodies (1956)
- Paris Sokaklari (Streets of Paris, 1981)

Kammermusik
- Impressions of Anatolia for violin and piano
- Piece for Woodwind Quintet
- String Quartet
- Short Piece for violin and piano
- Piano Quartet
- Sextet (Piano, voice and string quartet)
- Instrumental Dialogue (Flute, harp, 2 horns and string quartet)

Klaviermusik
- Waltz (1912)
- Sonata (1924)
- Sari Zeybek (1926)
- Scenes Turques (1928)
- Souvenirs d’automne (?)
- Sonatina (1928)
- Paysages de soleil (1930–31)
- Sonata (1936)
- Pelerinages dans la Ville qui n’est plus souvenir (1940–41)
- Fantasie (1948)
- Two Pieces (1959)
- Ten Folk Songs (1967)
- Twelve Preludes and Fugues (1968–69)
- Improvisation (1983)

Märsche
- Himayei-i Etfalin * Tenth Anniversary March of the Republic (1933)
- Istiklal March (Revolutionary March)
- Navy March (1935)
- Yedeksubay March (1940)
- Atatürk 100th Birthday March (1981)

## Auszeichnungen
- 1957: Ordine della Stella della Solidarietà Italiana (Großoffizier)[1]